# Раджабов, Нарза
Нарзе (Нарза) Раджабов (1924—1944) — советский военнослужащий. Участник Великой Отечественной войны. Герой Советского Союза (1944). Младший сержант.

## Биография
Нарзе Раджабов родился в июне 1924 года в кишлаке Хазарман Бухарской Народной Советской Республики (ныне городской посёлок Жондорского района Бухарской области Республики Узбекистан) в крестьянской семье. Узбек. Образование неполное среднее. До призыва на военную службу работал в колхозе.
В ряды Рабоче-крестьянской Красной Армии Н. Раджабов был призван Свердловским районным военкоматом Бухарской области Узбекской ССР 1 января 1942 года. Службу начал во внутренних войск НКВД СССР. В составе 818-го стрелкового полка 31-й стрелковой дивизии красноармеец Раджабов не позднее сентября 1943 года в должности ручного пулемётчика 3-й стрелковой роты. На Юго-Западном и Степном фронтах участвовал в Донбасской операции, сражался на Аульском плацдарме. Осенью — зимой 1943 года войска 3-го Украинского фронта в рамках второго этапа Битвы за Днепр провели Днепропетровскую наступательную операцию по расширению и объединению плацдармов на правом берегу Днепра. С 3 декабря 1943 года 31-я стрелковая дивизия действовала на 2-м Украинском фронте и принимала участие в Кировоградской операции.
В период боёв на правом берегу Днепра красноармеец Раджабов зарекомендовал себя отчаянно смелым пулемётчиком, виртуозно владеющим своим оружием. Нарзе всегда своевременно оказывался на самых сложных участках боя и огнём своего пулемёта неоднократно выручал пехоту. Комсомолец Н. Раджабов отлично проявил себя во время Корсунь-Шевченковской операции. 25 января 1944 года при прорыве обороны противника у села Баландино он смелым манёвром вышел во фланг противника, и открыв шквальный огонь из ручного пулемёта, вызвал панику в его стане, чем способствовал достижению ротой поставленных целей и освобождению населённого пункта. Выполняя задачу по окружению немецко-фашистских в районе Корсуня-Шевченковского, 31-я стрелковая дивизия в первых числах февраля вышла на рубеж реки Ольшанка в районе села Вязовок. Оказавшаяся в западне шестидесятитысячная группировка врага предпринимала отчаянные попытки вырваться из котла, нанося мощные удары на различных участках фронта. Позиции 818-го стрелкового полка в районе высоты 200,6 немцы трижды атаковали крупными силами пехоты и танков. Не выдержав яростного натиска противника, бойцы роты стали отступать, но пулемётчик Раджабов остался на своей огневой позиции. Вступив в неравный бой с многократно превосходящим по численности противником, он умелыми действиями отсёк вражескую пехоту от танков, уничтожив при этом до 40 немецких солдат, после чего перенёс огонь на бронетехнику и метким огнём по смотровым щелям заставил немецких танкистов запаниковать и отступить. Героические действия Нарзе Раджабова позволили стрелковой роте восстановить положение на своём участке.
Вновь отличился красноармеец Н. Раджабов во время Уманско-Ботошанской операции. 5 марта 1944 года при прорыве обороны немцев Нарзе в своей манере обошёл вражеские позиции с фланга и убийственным огнём вызвал панику в стане врага, переросшую в паническое бегство. Смелый манёвр пулемётчика позволил стрелковому подразделению стремительно продвинуться вперёд и практически без потерь овладеть опорным пунктом немецкой обороны селом Рыжановка. В ходе дальнейшего наступления Нарзе неоднократно обеспечивал продвижение своей роты и срывал контратаки врага. Он участвовал в освобождении города Умани, прикрывал переправу своих боевых товарищей через Горный Тикич, Южный Буг, Днестр и Реут. Выполняя задачу по выходу к государственной границе на реке Прут, 818-й стрелковый полк сходу овладел опорным пунктом немецкой обороны селом Рауцел и начал наступление на Унгены, но у населённого пункта Старые Негурены был контратакован численно превосходившими силами противника. В течение 27 марта немецкие и румынские подразделения при поддержке танков и авиации трижды предпринимали попытки отбросить советские войска от границ Румынии, но полк стойко удерживал занимаемые позиции. Пулемётчик Раджабов, ведя огонь из ручного пулемёта, нанёс существенный урон врагу. Когда закончились патроны, советские бойцы пошли в рукопашную. В ходе схватки, умело орудуя прикладом, Нарзе истребил 10 вражеских солдат.
За проявленное в боях геройство и 220 лично уничтоженных фашистов 9 апреля 1944 года командир полка капитан Н. А. Меньтюков представил красноармейца Нарзе Раджабова к званию Героя Советского Союза. Наградной лист был направлен на согласование в вышестоящие инстанции, а 31-я стрелковая дивизия тем временем, закрепившись на тактически выгодных высотах северо-восточнее Ясс, начала подготовку к Ясско-Кишинёвской операции. Стянув в район Ясс крупные резервы, немецкое командование в течение мая несколько раз предпринимало попытки выбить советские войска с занимаемых рубежей. 13 мая 1944 года немцы на участке 818-го стрелкового полка планировали провести разведку боем. Под прикрытием артиллерийского и миномётного огня до роты солдат противника пошли в атаку на позиции 3-й стрелковой роты. Схватив пулемёт, красноармеец Раджабов занял огневую позицию перед своими траншеями, и подпустив неприятеля на 60 метров, неожиданно открыл шквальный огонь. Потеряв 10 человек убитыми, немцы откатились назад. Их далеко идущие планы были сорваны. В ночь на 27 мая немцы вновь предприняли попытку улучшить свои позиции. Неожиданной ночной атакой они сбили боевое охранение полка и устремились на его позиции, но застать советских солдат врасплох им всё же не удалось. Вновь спас положение красноармеец Раджабов. Быстро заняв огневую позицию и освещая местность осветительными ракетами, он плотным пулемётным огнём заставил немецкую пехоту залечь и ползком отступать на исходные позиции.
В начале мая 1944 года Н. Раджабов стал кандидатом в члены ВКП(б). Парторг батальона при этом заметил, что если бы в подразделении было побольше таких умелых бойцов, как Раджабов, воевать стало бы значительно легче. Нарзе воспринял это как первое партийное поручение. На следующий день он прямо на передовой организовал курсы пулемётчиков и к началу июня обучил этой специальности 6 бойцов. В июле 1944 года приказом командира полка гвардии подполковника П. В. Акиевского пулемётчику Нарзе Раджабову было присвоено воинское звание младшего сержанта.
20 августа 1944 года 31-я стрелковая дивизия перешла в наступление в рамках Ясско-Кишинёвской операции. Прорвав оборону противника, части дивизии начали продвижение общим направлением на Унгены. В бою за село Тодирешть 22 августа 1944 года младший сержант Н. Раджабов погиб. Звание Героя Советского Союза Нарзе Раджабову было присвоено указом Президиума Верховного Совета СССР от 13 сентября 1944 года. Данные о месте его захоронения разнятся. Согласно списку безвозвратных потерь дивизии младший сержант Нерзе Раджабов похоронен в братской могиле советских воинов в селе Тодирешть Унгенского района Республики Молдова. В справочнике «Герои Советского Союза: краткий биографический словарь» местом его захоронения указано село Старые Негурены.

## Награды
- Медаль «Золотая Звезда» (13.09.1943);
- орден Ленина (13.09.1943);
- орден Красной Звезды (12.06.1944);
- медаль «За отвагу» (15.02.1944)[2].

## Память
- Имя Героя Советского Союза Нарзе Раджабова увековечено на Аллее Героев в городе Корсунь-Шевченковский Украины.

## Документы
- Общедоступный электронный банк документов «Подвиг Народа в Великой Отечественной войне 1941—1945 гг.» Дата обращения: 8 сентября 2013. Архивировано из оригинала 13 марта 2012 года.

Представление к званию Героя Советского Союза.
Указ Президиума Верховного Совета СССР о присвоении звания Героя Советского Союза.
Орден Красной Звезды (наградной лист и приказ о награждении).
Медаль «За отвагу» (приказ о награждении).
- Обобщённый банк данных «Мемориал». Архивировано из оригинала 10 мая 2012 года.

ЦАМО, ф. 58, оп. 18002, д. 941.